# Nel vortice vol. 3
Nel vortice vol. 3 è una compilation di rap italiano pubblicata nel 2000 su CD.

## Tracce
1. I soliti MC's - Da soli - 3:46
2. Sab Sista - Nikita pt.2 - 3:22
3. Kaso & Maxi B - Il secolo breve - 3:54
4. C.d.B. - Non dimenticare - 4:17
5. Microspasmi - Le mie orecchie - 4:11
6. I soliti MC's - Da soli (strumentale) - 3:46
7. Sab Sista - Nikita pt.2 (strumentale) - 3:22
8. Kaso & Maxi B - Il secolo breve (strumentale) - 3:54
9. C.d.B. - Non dimenticare (strumentale) - 4:17
10. Microspasmi - Le mie orecchie (strumentale) - 4:11